# Kabinett Rau II
Das Kabinett Rau II bildete vom 4. Juni 1980 bis 5. Juni 1985 die Landesregierung von Nordrhein-Westfalen.
| Amt                                    | Name | Partei | Partei |
| -------------------------------------- | --- | ------ | ------ |
| Ministerpräsident                      | Johannes Rau |        | SPD    |
| Stellvertreter des Ministerpräsidenten | Diether Posser | SPD    |        |
| Finanzen                               | Diether Posser | SPD    |        |
| Inneres                                | Herbert Schnoor | SPD    |        |
| Justiz                                 | Inge Donnepp (bis 14. Dezember 1983) Dieter Haak (ab 14. Dezember 1983)                                                    | SPD    |        |
| Kultus                                 | Jürgen Girgensohn (bis 25. Oktober 1983) Hans Schwier (ab 25. Oktober 1983)                                                | SPD    |        |
| Arbeit, Gesundheit und Soziales        | Friedhelm Farthmann | SPD    |        |
| Bundesangelegenheiten                  | Johannes Rau (bis 18. August 1980) Dieter Haak (18. August 1980 – 14. Dezember 1983) Günther Einert (ab 14. Dezember 1983) | SPD    |        |
| Ernährung, Landwirtschaft und Forsten  | Hans Otto Bäumer (bis 3. Oktober 1983) Klaus Matthiesen (ab 3. Oktober 1983)                                               | SPD    |        |
| Landes- und Stadtentwicklung           | Christoph Zöpel | SPD    |        |
| Wirtschaft, Mittelstand und Verkehr    | Reimut Jochimsen | SPD    |        |
| Wissenschaft und Forschung             | Hans Schwier (bis 25. Oktober 1983) Rolf Krumsiek (ab 25. Oktober 1983)                                                    | SPD    |        |